# Krajowy Plan Odbudowy
Ten artykuł dotyczy trwającego wydarzenia. Informacje w nim zamieszczone mogą się zmienić lub zdezaktualizować wraz z postępem zdarzenia, a początkowe doniesienia mogą być niepewne. Ostatnie zmiany tego artykułu mogą nie odzwierciedlać najbardziej aktualnych informacji.

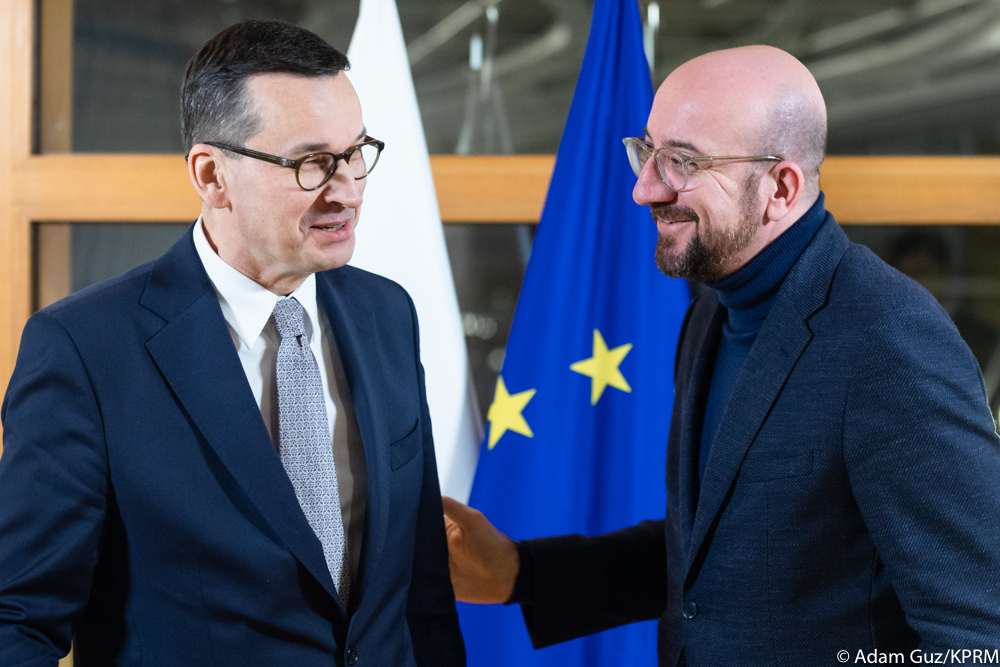
Mateusz Morawiecki z Charlesem Michelem

Krajowy Plan Odbudowy (KPO) – polski program reform i inwestycji będący częścią unijnego Instrumentu na rzecz Odbudowy i Zwiększenia Odporności, który stanowi główny element Next GenerationEU. Plan ma pomóc Polsce w łagodzeniu społecznych i gospodarczych skutków pandemii COVID-19.

## Fundusze
Polska stała się jednym z największych beneficjentów środków z Instrumentu na rzecz Odbudowy i Zwiększania Odporności. Wartość Krajowego Planu Odbudowy wynosi prawie 59,8 miliarda euro (około 270 miliardów złotych) -  25,5 miliarda euro bezzwrotnych dotacji i 34,5 miliarda euro w formie preferencyjnych pożyczek. 
Środki zostały podzielone na następujące komponenty:
- Odporność i konkurencyjność gospodarki - 4,15 mld euro dotacji i 0,245 mld pożyczek
- Zielona energia i zmniejszanie energochłonności - 5,23 mld dotacji i 10,14 mld pożyczek
- Cyfrowa transformacja - 2,8 mld dotacji i 1,14 mld pożyczek
- Efektywność, dostępność i jakość systemu ochrony zdrowia - 4,09 mld dotacji i 0,289 mld pożyczek
- Zielona, inteligentna mobilność - 6,26 mld dotacji i 0,2 mld pożyczek
- REPowerEU - 2,76 mld dotacji i 22,52 mld pożyczek

## Historia
Polski premier Mateusz Morawiecki w czasie unijnego szczytu zgodził się na mechanizm warunkujący uzyskanie funduszy od przestrzegania zasad praworządności; decyzję w tych sprawach oddano Radzie Unii Europejskiej, która podejmowała je większością kwalifikowaną głosów. W maju 2021 roku głosami Lewicy, Polski 2050, Koalicji Polskiej oraz Prawa i Sprawiedliwości (bez Solidarnej Polski) Sejm przyjął Krajowy Plan Odbudowy. Komisja Europejska zaakceptowała ten plan 1 czerwca 2022 roku, jednak pod warunkiem, iż wypłaty funduszy rozpoczną się dopiero po spełnieniu tzw. „kamieni milowych”, czyli pakietu reform dotyczących m.in. likwidacji Izby Dyscyplinarnej, reformy systemu dyscyplinowania sędziów, przywrócenia do orzekania zwolnionych przez tę izbę sędziów, reformy systemu podatkowego, działania na rzecz podniesienia efektywnego wieku emerytalnego czy kwestii związanych z odnawialnymi źródłami energii.
Odblokowanie Krajowego Planu Odbudowy stało się ważnym tematem kampanii przed wyborami parlamentarnymi w 2023 roku - odblokowanie planu było jedną z obietnic koalicji 15 października. W połowie grudnia 2023 roku Polska wysłała do Komisji Europejskiej pierwszy wniosek o płatność z Krajowego Planu Odbudowy. 29 lutego 2024 roku Komisja Europejska wydała pozytywną opinią w sprawie wypłaty pierwszej transzy KPO. 27 miliardów złotych z pierwszej transzy wpłynęło do Polski 15 kwietnia 2024 roku.

### Afera KPO
8 sierpnia 2025 roku po tym, jak na stronie internetowej Krajowego Planu Odbudowy pojawiła się mapa, ukazująca przedsiębiorstwa, które otrzymały dotacje, okazało się że środki finansowe, które miały być przeznaczone na innowacje i zabezpieczenia przed następstwami ewentualnego kryzysu, zostały przeznaczone m.in. na zakup jachtów, solariów, maszyn do lodów czy wirtualnej strzelnicy. Najwięcej kontrowersyjnych wydatków dotyczyło branży HoReCa. Z danych PARP wynika, że łącznie zawarto ponad 3 tysiące umów na różnego rodzaju projekty opiewające na kwotę około 1,2 miliarda złotych.